# Kliusî, Lîpova Dolîna
Kliusî (în ucraineană Клюси) este un sat în comuna Kapustînți din raionul Lîpova Dolîna, regiunea Sumî, Ucraina.

## Demografie
Componența lingvistică a localității Kliusî
     Ucraineană (97,92%)
     Rusă (2,08%)
Conform recensământului din 2001, majoritatea populației localității Kliusî era vorbitoare de ucraineană (97,92%), existând în minoritate și vorbitori de rusă (2,08%).